# Trutzlangenau
Trutzlangenau ist eine Ruine zwischen Nassau und Weinähr, im Rhein-Lahn-Kreis in Rheinland-Pfalz. Sie befindet sich in weglosem Gelände auf einem aus Schiefer bestehenden Seitenkamm etwa 120 m südöstlich der Burg Neu-Langenau.  1359 wurde die Anlage als „Bau“ zwischen Burg Neu-Langenau und Burg (Alt-)Langenau (heute Schloss Langenau) bezeichnet. Der Name „Trutzlangenau“ kam erst wesentlich später auf und suggeriert eine gegen Burg (Alt-)Langenau  gerichtete Trutzburg. Die entsprechende Flurbezeichnung verschwand in den 1960er Jahren allerdings aus den Landkarten.

## Geschichte

### Baubeginn
1356 eroberten und besetzten Truppen des Erzbischofs Boemund II. von Trier die Burg Neu-Langenau. Noch im Winterhalbjahr dürften sie mit den Vorarbeiten zum Bau von Trutzlangenau begonnen haben, wie aus dem Dokument des Folgejahres hervorgeht.

### Befristeter Waffenstillstand und zeitweiliger Baustopp
Vor Ostern 1357 wurde zwischen den Gegnern ein auf fünf Wochen befristeter Waffenstillstand geschlossen. Verhandlungsführer waren aufseiten von Trier Johann von Eltz, Dietrich von Staffel und Heinrich Burggraf zu Cochem. Aufseiten von Langenau verhandelten Heinrich von Isenburg-Büdingen, Gerlach zu Limburg, Heinrich von Elkerhausen und Daniel von Langenau. Bemerkenswert ist, dass hier erst kurz zuvor im Januar 1357 ernannte Räte des erzbischöflichen Bündnisses am Waffenstillstand mitwirkten, nämlich Dietrich von Staffel für Trier und Daniel von Langenau für Mainz. Bezogen auf Trutzlangenau enthielt der Waffenstillstand die Bedingung, dass die Trierer „keinen burglichen Bau“ zwischen Neu-Langenau und (Alt-)Langenau errichten sollten.

### Schanze oder Burgneubau?
Friedhoff verwendet für Trutzlangenau sowohl die Bezeichnung „Burg“ als auch die Bezeichnung „Befestigung“. Für eine vorgelagerte Feldbefestigung oder Schanze von Burg Neu-Langenau sprechen mehrere Indizien, wie die Nähe zur eroberten, oberhalb auf dem gleichen Schieferkamm liegenden Burg Neu-Langenau,  das Fehlen von durch Kalkmörtel verbundenem Mauerwerk, die Bezeichnung als „Bau“ in den Urkunden von 1359, wohingegen Burg Neu-Langenau im gleichen Kontext eindeutig als „Burg und Veste“ bezeichnet wird.

### Friedensschluss und Abbruch
Im Mai 1359 schlossen der Erzbischof von Trier und die Ganerben von Langenau unter Vermittlung des Erzbischofs von Köln und auf Drängen Kaiser Karls IV. Frieden. Der Erzbischof von Trier war berechtigt, binnen zwei Monaten neben der eroberten Burg Neu-Langenau auch Trutzlangenau abbrechen zu lassen. Ferner wurde in der Urkunde festgelegt, dass aus der verbleibenden Burg (Alt-)Langenau dem Erzbischof und dem Erzstift von Trier sowie deren Untertanen kein Schaden mehr zugefügt werden durfte. Der Hinweis auf Raub, der zusätzlich zu den in den Waffenstillstandsvereinbarungen genannten Plünderungen (Schatzungen), Brandschatzungen und Gefangennahmen angeführt wurde, ermöglichte den Erzbischöfen auf Grundlage der ihnen von Kaiser Karl IV. 1357 erteilten Erlaubnis, ein eigenständiges Vorgehen.

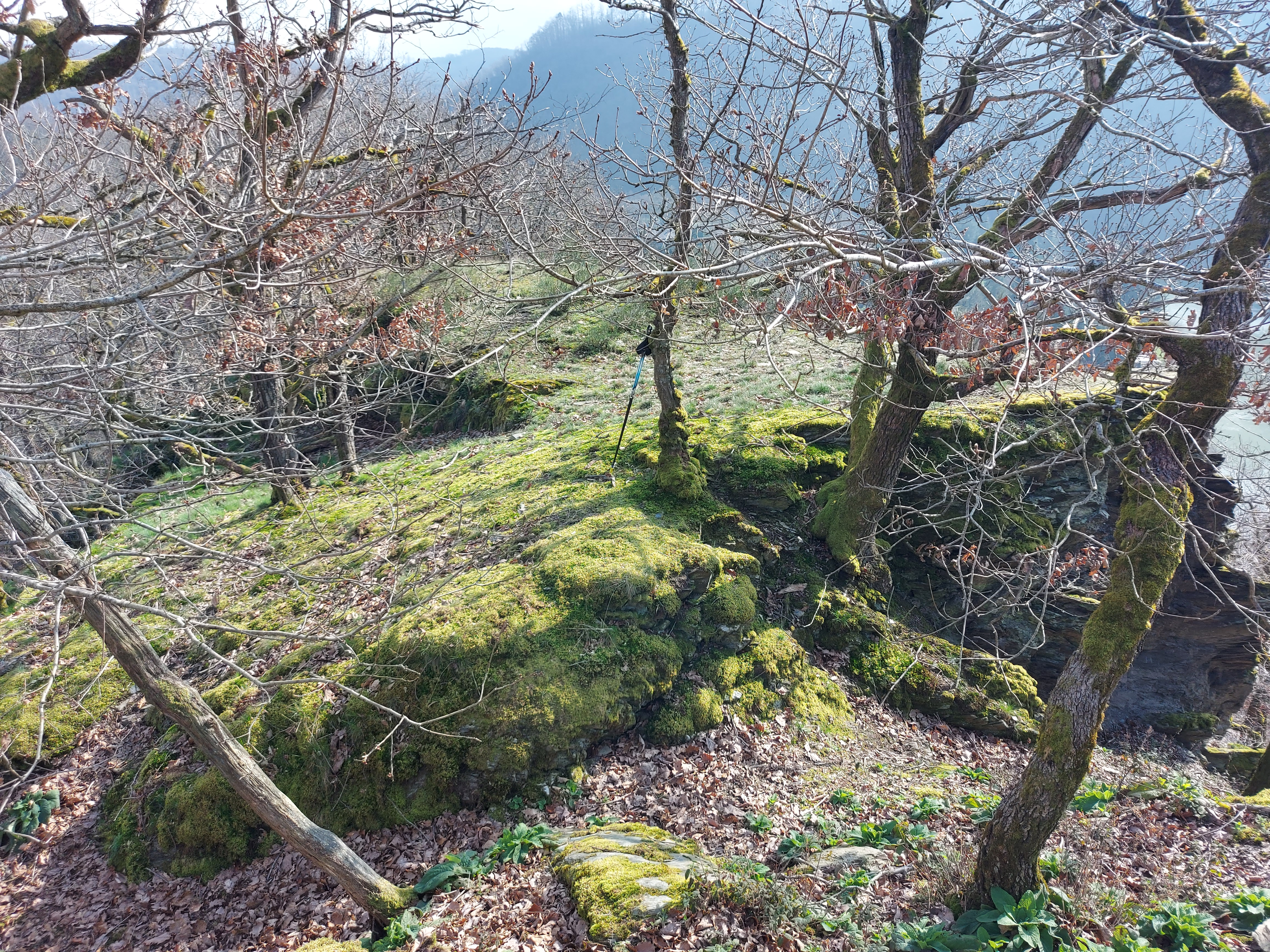
Trutzlangenau, Plateau
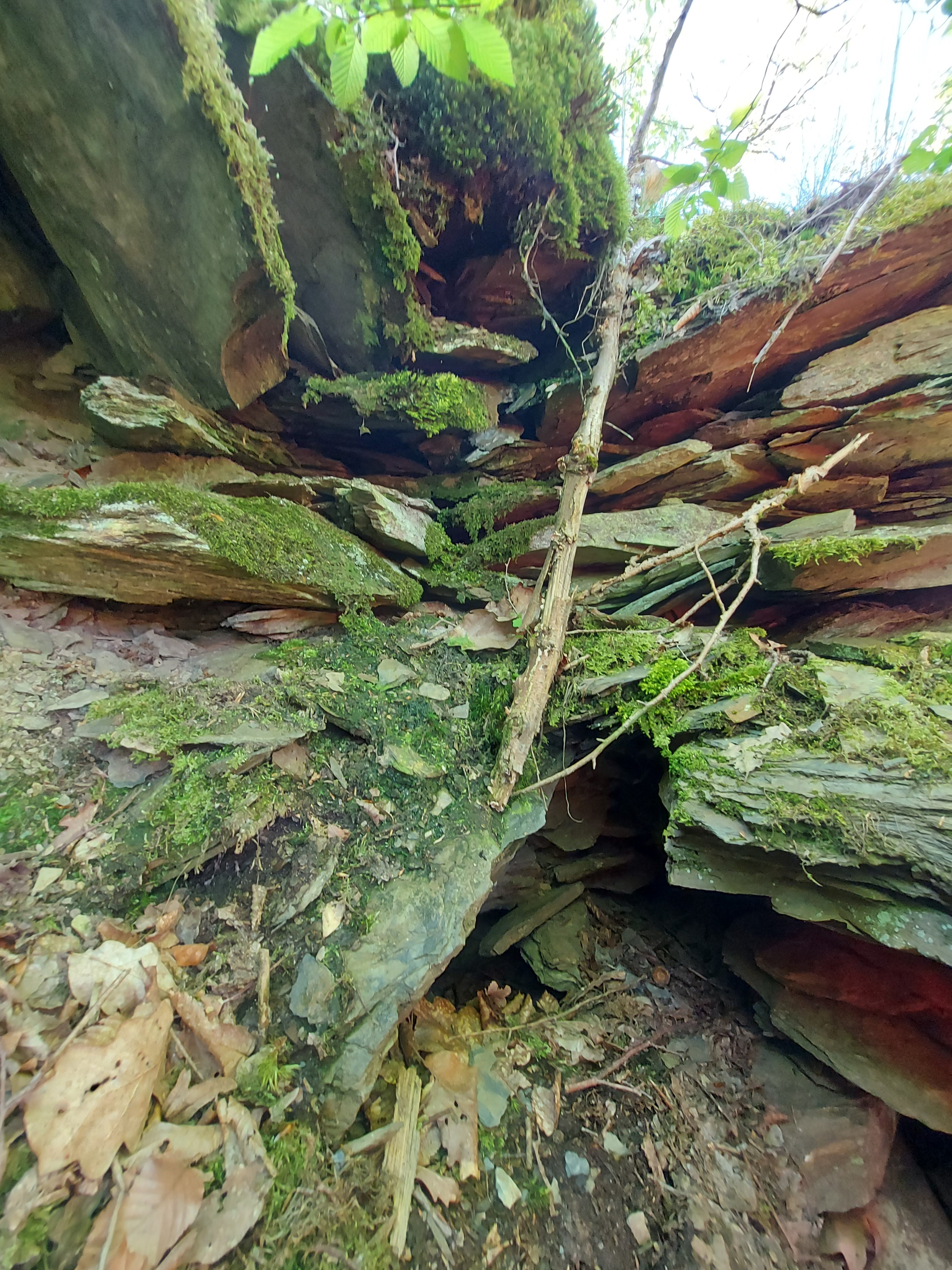
Trutzlangenau, Einblick Trockenmauer

## Aufbau von Trutzlangenau
Die Anlage bildet auf einem Schieferkamm ein nach zwei Seiten steil abfallendes Plateau, von dem aus die Kontrolle der Zugangswege von Weinähr und Nassau zur Burg (Alt-)Langenau  möglich war. Im Nordosten schließt sich eine Trockenmauer an. Sie weist als Stützwand, bei etwa 10 m Länge und 2 Meter Höhe, zur Verbreiterung des Schieferplateaus eine unterschiedliche Mauerdicke auf. Das Schieferplateau besitzt eine Länge von mehr als 29 m und eine Breite von mindestens 11 m. Die Entfernung zur gut 50 m tiefer gelegenen Burg (Alt-)Langenau beträgt ca. 400 m. Wie aus dem Friedensvertrag von 1359 hervorgeht, reichten zu diesem Zeitpunkt, zumindest auf der Südwestseite von Trutzlangenau und Neu-Langenau, Weingärten so nahe heran, dass Schäden beim Abriss der Befestigungen zu befürchten waren. Dies bestätigt die im 14. Jahrhundert starke Verbreitung des Weinbaus an der Lahn auch für das Langenauer Gebiet.